# ياسر غوميز
ياسر غوميز هو لاعب كرة قاعدة كوبي، ولد في 1 أبريل 1980 في هافانا في كوبا.

## وصلات خارجية
- ياسر غوميز على موقعبيزبول رفرنس.كوم (الدوري الثانوي) (الإنجليزية)
- ياسر غوميز على موقع مشجعي الرسوم البيانية (الإنجليزية)
- ياسر غوميز على موقع أوليمبيديا (الإنجليزية)